# Джеферсън (окръг, Индиана)
Вижте пояснителната страница за други населени места с името Джеферсън.
Окръг Джеферсън (на английски: Jefferson County) е окръг в щата Индиана, Съединени американски щати. Площта му е 940 km², а населението е 33 147 души (1 април 2020). Административен център е град Медисън.